# Pedra de Rök
La pedra de Rök és una estela rúnica o pedra rúnica que es troba a Suècia, a l'església de Rök (Ödeshög, comtat d'Östergötland, prop del llac Vättern).
Té una alçada de 2,5 metres i fa més d'1 metre de profunditat a terra. És de granit fi, de color gris clar, amb prop de 280 inscripcions rúniques al davant i 450 al darrere. S'han perdut alguns fragments que n'hi havia als costats.

## Història
La pedra de Rök ja era coneguda al segle xvii per investigacions lingüístiques que es duien a terme. Es trobava encastada en un mur de l'antiga església medieval de Rök. Aquesta església va esfondrar-se el 1843 per començar la construcció de l'església actual.
La pedra rúnica fou traslladada a la nova església, i encastada de nou en un mur, i fou aleshores que van veure que també hi havia inscripcions a la part posterior. L'any 1862, per ordre d'una autoritat reial, van treure-la de l'església i van col·locar-la als terrenys de fora, amb el nom de pedra de Rók (en suec: Rökstenen). Finalment, el 1991 van posar-la en un petit museu.
Rök o rauk és una paraula en nòrdic antic que significa 'pedra' o 'roca'. És possible que el lloc va rebre aquest nom a causa de la presència d'aquesta pedra; per exemple, en l'antiga història de Gotland es fa referència a Rauk com a 'pedra rúnica'.

## Inscripcions
El text que s'hi pot contemplar és el més llarg trobat en totes les pedres rúniques classificades a Suècia. Tot d'investigacions indiquen que fou tallat al voltant de l'any 800 en base que l'alfabet del text correspon a un tipus de transició cap al futhark jove de runes curtes que es feia servir el segle ix a Suècia i a Noruega.
La primera traducció, la feu el noruec Sophus Bugge el 1878, i la seva explicació continua sent tema d'investigació en l'actualitat.
Tal com la majoria de les altres pedres rúniques, comença indicant que es tracta d'un monòlit erigit per honrar la memòria d'algú que ha mort, i després, amb un to poètic, enigmàtic i evocatori, inclou runes xifrades i acròstics.